# Ta fête
"Ta fête" (tạm dịch: ‘’Tiệc của bạn'’) là một bài hát của ca sĩ người Bỉ Stromae nằm trong album phòng thu thứ hai ‘’Racine Carrée'’. Nó được phát hành vào ngày 3 tháng 2 năm 2014 như là đĩa đơn thứ 4 của album. Vào ngày 17 tháng 3 năm 2014 bài hát được chọn bởi Đội tuyển quốc gia Bỉ để làm bài hát chính thức cho việc tuyển chọn tại Giải vô địch bóng đá thế giới 2014. Video âm nhạc của bài hát được phát hành qua kênh Vevo của Stromae.

## Xếp hạng
| Bảng xếp hạng (2013)      | Vị trí cao nhất |
| ------------------------- | --------------- |
| Bỉ (Ultratop 50 Wallonia) | 29              |
| Pháp (SNEP)               | 70              |

| Xếp hạng (2014)                   | Vị trí cao nhất |
| --------------------------------- | --------------- |
| Bỉ (Ultratop 50 Flanders)         | 6               |
| Belgium Dance (Ultratop Flanders) | 2               |
| Bỉ (Ultratop 50 Wallonia)         | 2               |
| Belgium Dance (Ultratop Wallonia) | 1               |
| Pháp (SNEP)                       | 30              |
| Hà Lan (Dutch Top 40)             | 22              |
| Hà Lan (Single Top 100)           | 45              |

| Bảng xếp hạng (2014)   | Vị trí |
| ---------------------- | ------ |
| Bỉ (Ultratop Flanders) | 18     |
| Bỉ (Ultratop Wallonia) | 11     |
| France (SNEP)          | 107    |

## Chứng nhận
| Quốc gia                                 | Chứng nhận | Số đơn vị/doanh số chứng nhận |
| ---------------------------------------- | ---------- | ----------------------------- |
| Bỉ (BEA)                                 | Bạch kim   | 30.000*                       |
| * Chứng nhận dựa theo doanh số tiêu thụ. |            |                               |